# 장즈야오
장즈야오(중국어: 張智堯, 병음: Zhāng Zhìyáo, 한자음: 장지요, 1975년 5월 8일 ~ )는 중화민국의 배우이다.

## 방송
- 당전
- 삼생삼세십리도화
- 활색생향
- 초류향
- 신 의천도룡기

## 영화
- 약정도계시 (2015년)
- 초류향 (2012년) - 초류향 역
- 신 의천도룡기 (2010년) - 장취산 역
- 표행천하 : 풍운제회 (2007년)
- 표행천하 : 모단각 (2007년)
- 표행천하 : 신무대포 (2007년)
- 표행천하 : 칠성단연 (2007년)
- 살파랑 (2005년)
- 용감위 2003 (2003년)
- 행운초인 (2003년)
- 고아, 고 (2002년)
- 지상최강 (2001년)
- 험각 (2001년)
- 암전영웅 (1999년)